# BlackBerry (компания)
BlackBerry, «БлэкБерри» — канадская компания, в прошлом известная как производитель смартфонов BlackBerry. До 30 января 2013 года носила название Research In Motion (RIM). После реорганизации в 2016 году сменила профиль на разработку программного обеспечения, в основном в сфере информационной безопасности.
Штаб-квартира компании находится в городе Уотерлу, провинция Онтарио, Канада.

## История
Компания — производитель смартфонов BlackBerry была основана в 1984 году Майком Лазаридисом, студентом Университета Уотерлу.
Вначале компания ориентировалась на инженерные задачи. С 1988 года начала работать главным образом над беспроводной передачей данных. Тогда компания RIM сотрудничала с компаниями Ericsson и RAM Mobile Data, чтобы использовать технологию беспроводной передачи данных в существовавших в то время пейджинговых сетях. Заметным устройством стал Inter@ctive pager 950, конкурировавший с продукцией компании Motorola, лидера отрасли.
В 1997 году было представлено первое устройство под торговой маркой BlackBerry (blackberry в переводе с англ. — «ежевика»). Тогда это устройство выглядело как пейджер с большим дисплеем — основная функция: мгновенное корпоративное общение.
В 2002 году был выпущен первый смартфон BlackBerry, который поддерживал все функции мобильного телефона, текстовый ввод, веб-серфинг, push, e-mail и другие беспроводные сервисы.
В августе 2009 года журнал Fortune назвал RIM самой быстрорастущей компанией в мире с ростом дохода на 84 % за три года несмотря на глобальную рецессию. За десять лет компания продала 50 млн смартфонов, что сделало BlackBerry вторым по популярности смартфоном в мире.
1 апреля 2009 года состоялся официальный запуск BlackBerry World — онлайн-магазина мобильного программного обеспечения для своих смартфонов.
В июне 2010 года компания RIM отчиталась о продаже 100-миллионного смартфона BlackBerry.
В США смартфоны BlackBerry были среди лидеров рынка по объёму продаж, а всего BlackBerry продавались в 175 странах мира.
По данным Google Finance, стоимость акций компании RIM за 2011 год упала более, чем в пять раз.
В январе 2012 года из-за критики инвесторов Майк Лазаридис был смещен с поста главного исполнительного директора и был назначен заместителем председателя совета директоров и главой комитета по инновациям. СЕО компании назначен главный операционный директор Торстен Хейнс. Второй основатель компании Джим Балсилли остался в составе совета директоров, но лишился операционных полномочий. Его пост председателя совета директоров заняла Барбара Стаймест. В марте 2012 года Джим Балсилли вышел из совета директоров.
30 января 2013 года компания Research in Motion (RIM) провела большую презентацию, на которой представила новую операционную систему — BlackBerry 10, первые смартфоны на ней — BlackBerry Z10 и BlackBerry Q10. Кроме этого, компания заявила о переименовании — теперь она называется BlackBerry, как и её бренд.
20 сентября 2013 стало известно о сокращении 4500 сотрудников компании, это примерно 40 % от общей численности работников. В компании заявили, что по итогам второго квартала её убытки могут составить от 950 до 995 миллионов долларов. В первую очередь это связано с плохими продажами нового смартфона Z10, поступившего в продажу в январе 2013 года. Помимо этого линейка смартфонов компании сократилась с шести до четырёх. Как крайний вариант рассматривалась возможность продажи компании.
В ноябре 2014 года компания заключила соглашение о стратегическом партнёрстве с Samsung Electronics, результатом которого должно было стать продвижение смартфонов Galaxy под управлением операционной системы Android с пакетом улучшений безопасности Samsung Knox, а также связующего программного обеспечения Blackberry Enterprise Server для управления мобильными устройствами в корпоративном окружении.
В середине 2015 года компании впервые за несколько лет удалось выйти в прибыль. Послужил этому успех её флагманского смартфона BlackBerry Passport. В этом же году компания впервые представила устройство на ОС Android — BlackBerry Priv.
В апреле 2016 года глава компании Джон Чэнь заявил, что компания отказывается от выпуска смартфонов на собственной платформе Blackberry 10, концентрируясь на работе с Android. Руководитель Blackberry пояснил, что если этот план не поможет компании стать прибыльной, то будет принято решение об уходе с рынка производства смартфонов. 27 июля 2016 компания представила Android-смартфон BlackBerry DTEK50 с программами и надстройками, рассчитанными на защиту пользовательских данных.
В октябре 2016 года BlackBerry объявила о прекращении производства смартфонов, было решено сосредоточится на разработке программного обеспечения, именно эта сфера деятельности сейчас держит компанию на плаву. В 2016/17 финансовом году убыток компании составил 1,2 млрд долларов.

### Финансовые показатели
| Год  | Оборот | Операционная прибыль (убыток) | Чистая прибыль (убыток) |
| ---- | ------ | ----------------------------- | ----------------------- |
| 2002 | 294    | (58)                          | (28)                    |
| 2003 | 307    | (64)                          | (149)                   |
| 2004 | 595    | 78                            | 52                      |
| 2005 | 1350   | 386                           | 206                     |
| 2006 | 2066   | 617                           | 375                     |
| 2007 | 3037   | 807                           | 632                     |
| 2008 | 6009   | 1731                          | 1294                    |
| 2009 | 11 065 | 2722                          | 1893                    |
| 2010 | 14 953 | 3507                          | 2457                    |
| 2011 | 19 907 | 4739                          | 3444                    |
| 2012 | 18 423 | 1497                          | 1164                    |
| 2013 | 11 073 | (1,235)                       | (646)                   |
| 2014 | 6813   | (7163)                        | (5873)                  |
| 2015 | 3335   | (423)                         | (304)                   |
| 2016 | 2160   | (223)                         | (208)                   |
| 2017 | 1309   | (1181)                        | (1206)                  |
| 2018 | 932    | 283                           | 405                     |
| 2019 | 904    | 60                            | 93                      |
| 2020 | 1040   | (149)                         | (152)                   |
| 2021 | 718    | (2)                           | 12                      |
| 2022 | 656    | (725)                         | (734)                   |

### Слияния и поглощения
12 апреля 2010 года компания RIM достигла соглашения с Harman International о приобретении компании QNX Software Systems — разработчика ОС QNX.
25 августа 2010 года компания RIM сообщила о покупке компании Cellmania — производителя софта, позволяющего операторам связи и программистам распространять приложения через централизованные онлайн-площадки, подобные App Store или Android Market.
В октябре 2011 года появилось сообщение о поглощении компании NewBay, занимающейся облачными технологиями для операторов сотовой связи, за 100 млн долларов, но в декабре 2012 года, в связи с нехваткой средств, владельцами RIM было принято решение о продаже отдела за 55 млн $ компании Synchronoss.

## Руководство
Джон Чэнь (John S. Chen, род. 1 июля 1955 года в Гонконге) — председатель совета директоров и генеральный директор с ноября 2013 года.

## Логотип
Компания сменила 1 логотип. Нынешний — 2-й по счёту.
- В 1984—2013 годах логотипом была аббревиатура «RIM» голубого цвета и строгим шрифтом, внутри неё три бумеранга белого цвета.
- С 2013 по настоящее время логотипом являются семь полукругов чёрного цвета, справа от них слово «BlackBerry» чёрного цвета и поменялся шрифт.

## В культуре
Истории компании посвящён художественный фильм «Кто убил BlackBerry» (2023).